# Fleurigné
Fleurigné é uma comuna francesa na região administrativa da Bretanha, no departamento Ille-et-Vilaine. Estende-se por uma área de 18,28 km². Em 2010 a comuna tinha 978 habitantes (densidade: 53,5 hab./km²).